# Енергометрія
Енергометрія - визначення загальної витрати енергії, що витрачається організмом людини в процесі життєдіяльності. Широко використовується в спортивній та інших областях медицини. За допомогою енергометрії виробляють уточнення витрат енергії в різних професійних групах.
Метод прямої енергометрії (калориметрії) дозволяє визначити енерговитрати організму на підставі урахування тепла, що виділяється організмом у навколишнє середовище в різних умовах існування. Енергія, що виділяється як певна кількість тепла, визначається шляхом вимірювання об’єму води, яка циркулює, i ступеня її нагрівання у процесі дослідження.
До основних недоліків методу енергометрії відносять: 
- складність будови камери;
- неможливість відтворення видів трудової діяльності людини у зв’язку з розмірами камери;
- ізоляція досліджуваного від факторів виробничого середовища та побутової сфери;
- неможливість вивчення впливу на процеси обміну речовин і енергії кліматичних, соціальних та інших факторів середовища.

Все це призводить до достатньо обмеженого використання методу прямої калориметрії у практиці гігієнічних досліджень. 
Метод непрямої або респіраторної енергометрії (калориметрії) заснований на визначенні хімічного складу повітря, що вдихається та видихається.
Тому для оцінки енерговитрат за допомогою методу респіраторної енергометрії запропоновано багато різних приладів та систем . Складовими частинами цих систем є: 
- резервуари для збирання повітря, що видихається, які з’єднані шлангами зі спеціальною маскою або загубником;
- прилади для вимірювання об’єму повітря, що видихається (газові годинники);
- газовий аналізатор.

На жаль, метод визначення потреби в енергії методом непрямої енергометрії також має деякі недоліки, до яких, слід віднести велику трудомісткість досліджень та недостатню надійність у ході визначення енерговитрат. 
Метод аліментарної енергометрії зумовлює точне урахування енергетичної цінності їжі, що споживається, та передбачає ретельний контроль за вагою тіла в динаміці не менш.
Водночас проводиться урахування енергетичної цінності їжі, що споживається. У випадку рівноваги енерговитрат та енергетичної цінності їжі маса тіла дорослої людини не змінюється. 
Збільшення маси тіла у дорослих зумовлене, накопиченням жиру в організмі. Тому, знаючи енергетичну ємність жиру, що накопичується в організмі за період проведення досліду. 
Найпростішим та найшвидшим методом орієнтовного визначення величин енергетичних витрат людини є хронометражно—табличний метод .
У ході методу проводиться хронометраж добового бюджету часу і складається хронограма діяльності людини. 
Потім, за допомогою таблиць, розраховують енергетичні витрати за видами діяльності, так і за добу в цілому. 
Слід пам’ятати, що добові енерговитрати організму складаються з: 
- енергії обміну;
- енергії, що пов’язана зі дією їжі;
- енергії, що зумовлена здійсненням нервово—м’язової діяльності та руховою активністю людини.